# Kariyala, Hiriyur
Kariyala là một làng thuộc tehsil Hiriyur, huyện Chitradurga, bang Karnataka, Ấn Độ.